# Classe Pellegrino Matteucci
La classe Pellegrino Matteucci, anche indicata come classe Giuseppe Biglieri, era una classe di quattro pescherecci oceanici, acquisiti dalla Regia Marina per essere impiegati come dragamine e poi riclassificati come cannoniere negli anni trenta.

## Storia
Varati nel 1924 con i nomi Merluzzo, Dentice, Acciuga e Triglia, i quattro pescherecci vengono realizzati nei cantieri della Deutsche Werft di Amburgo e destinati alla Società Anonima Italiana Industria della Pesca e Sottoprodotti. Facevano parte di un gruppo di ventiquattro piropescherecci oceanici, ordinati nel primo dopoguerra dall'Italia a cinque differenti cantieri tedeschi, quale riparazione dei danni di guerra.
Tutti i pescherecci presentavano ottime qualità di robustezza e tenuta del mare, che li rendeva adatti alla pesca oceanica, ma anche ad un eventuale impiego militare. I quattro acquisiti dalla Regia Marina nel 1931, furono intitolati a Pellegrino Matteucci (Dentice), Giuseppe Biglieri (Merluzzo), Giovanni Berta (Triglia), Mario Sonzini (Acciuga), venendo impiegati come dragamine.
Nel 1933, Giuseppe Biglieri e Pellegrino Matteucci furono impiegati come navi di supporto durante la Crociera aerea del Decennale.
Nel 1938 tre unità vennero riclassificate come cannoniere, mentre la quarta, Pellegrino Matteucci, fu convertita in trasporto.
L'11 giugno 1940 il Giovanni Berta fu la prima unità italiana ad essere affondata durante la seconda guerra mondiale.

### Pellegrino Matteucci
Varato il 30 agosto del 1924 col nome Dentice, iscritto con matricola 90 al Compartimento Marittimo di Roma. Acquistato dalla Regia Marina, il 1º novembre 1931 fu incorporato nel naviglio sussidiario della Regia Marina. Trasformato in cannoniera vedetta dragamine e ribattezzato Pellegrino Matteucci (esploratore italiano morto nel 1881), entrò in servizio il 1º febbraio 1933.
Assieme alla gemella Giuseppe Biglieri partecipò alle operazioni di supporto alla Crociera aerea del Decennale come vedetta e radiofaro nel nord Atlantico.
Nel settembre 1938 fu riclassificato come trasporto costiero, risultando nel 1940 (allo scoppio delle ostilità) inquadrato nel Gruppo Navi Ausiliarie Dipartimentali del Dipartimento Militare Marittimo dell'Alto Tirreno.
All'alba del 21 maggio 1941 il Matteucci, in navigazione da Brindisi a Patrasso, passò al largo dell'Isola di Santa Maura (oggi Leucade) dove urtò una mina posata nella notte dal posamine britannico Abdiel, esplodendo ed inabissandosi in pochissimo tempo un miglio e mezzo a nord-nord-ovest di Capo Dukato.
Intervenuto in zona, durante la ricerca dei naufraghi il cacciatorpediniere Carlo Mirabello urtò di prua una mina, affondando in poche ore. I naufraghi, due dei quali appartenevano all'equipaggio del Matteucci, furono recuperati dal Gradisca; altri due raggiungono a nuoto la costa, portando a quattro i sopravvissuti all'affondamento del Matteucci.

### Giovanni Berta

nave Giovanni Berta

Varato col nome Triglia, fu acquistato dalla Regia Marina nel 1933 per essere trasformato in dragamine, ed iscritto nel Naviglio Militare nel novembre dello stesso anno. Fu ribattezzato Giovanni Berta, dal nome di un ex combattente della guerra italo-turca del 1911 e della prima guerra mondiale, militante fascista rimasto ucciso nel corso di scontri a Firenze nel 1921.
Dal 1933 al 1937 fu destinato al Servizio Coloniale in Mar Rosso e, nel biennio 1938-39, svolse attività idrografica nell'Alto e Basso Adriatico. Nel 1939 fu riclassificato come cannoniera.
Il 12 giugno 1940 l'incrociatore britannico Liverpool insieme al Gloucester e quattro cacciatorpediniere attaccò la rada di Tobruk in cui si trovano il San Giorgio e alcune unità minori della Regia Marina. Nel corso di tale azione il Berta fu colpito in modo pesante perdendo tra gli altri il comandante, nocchiere di I classe Angelo Paolucci. Il suo secondo, nocchiere di II classe Antonio Cafiero, nel tentativo di salvare l'unità la portò ad arenarsi, divenendo quindi la prima unità della Regia Marina perduta nel conflitto.

### Mario Sonzini

nave Mario Sonzini

Realizzato nel 1924 come peschereccio Acciuga, nel 1931 fu acquistato dalla Regia Marina e nel 1932 immesso in servizio come dragamine col nome di Mario Sonzini (operaio torinese ucciso nel 1921 perché riconosciuto appartenente al movimento fascista). Nel 1938 fu riclassificato cannoniera. Con la caduta del fascismo, il 30 luglio 1943 fu rinominato Tramaglio.
Il 9 settembre 1943, a seguito dell'armistizio fu catturato dai tedeschi nel Pireo e inserito nella Kriegsmarine come unità antisommergibile UJ2111.
Nella notte tra il 6 ed il 7 ottobre 1943, era in missione di scorta a convoglio, composto dal piroscafo Olympus ed altri trasporti minori. Poco dopo la mezzanotte il sommergibile britannico Unruly si portò all'attacco con tre siluri diretti contro l'Olympus, senza colpirlo. Riemerso, ritentò utilizzando il cannone, ma fu respinto dal Sonzini.
Prima dell'alba del giorno 7 il convoglio fu raggiunto al largo di Kos dagli incrociatori leggeri britannici Penelope e Sirius insieme con i cacciatorpediniere Faulknor e Fury, che affondarono in breve tutte le navi tedesche.

### Giuseppe Biglieri

nave Giuseppe Biglieri

Varato il 2 ottobre 1924 col nome Merluzzo, fu acquistato dalla Regia Marina nel 1931 e trasformato in dragamine nel 1932 col nome Giuseppe Biglieri (sottotenente di vascello della Regia Marina trucidato con altri dieci marinai dell'Ettore Fieramosca il 25 maggio 1881).
Durante la Crociera area del Decennale fu impiegato come nave di supporto alla trasvolata insieme al gemello Matteucci.
Nel 1936 fu venduto ad una società privata, che lo ribattezzò Murena; riacquistato dalla Regia Marina, dal 1938 fu classificato cannoniera.
Autoaffondato l'8 aprile 1941 nel porto di Massaua, fu recuperato dai britannici e riutilizzato dal Royal Naval Patrol Service come dragamine dal 1942 al 1946 con il nome HMS Biglieri.